# Sønderballevej
Sønderballevej er en vej mellem Genner og Genner Strand i Aabenraa Kommune. På vejen er en 1.600 meter lang bakke på 53 højdemeter med en gennemsnitlig stigning mod vest på 3,3 procent. Bakken stopper ved Østergårdsvej. I Genner Strand følges vejen med Genner Bugt på den sydlige side. Umiddelbart øst for kommunegrænsen ved Genner Bugt skifter vejen navn til Diernæsvej og bebyggelsen bliver til Sønderballe Strand.

## Cykling
3. etape af Tour de France 2022 havde efter 123,5 km en bjergspurt på Sønderballevej, hvor etapens tredje og sidste spurt til den prikkede bjergtrøje skulle afgøres. Fordi løbet havde fransk arrangør, var spurten og bakken døbt “Côte de Genner Strand”. Spurten blev vundet af danske Magnus Cort fra EF Education-EasyPost.
Mellem Genner Bygade og Sønderballevej fører en cykeltunnel bl.a. brugere af Østersøruten under Haderslevvej.
- Ved vejen til Kalvø
- Udsigt i retning af Genner Bugt
- Cykeltunnellen under Haderslevvej